# Cristulariella
Cristulariella Höhn. – rodzaj grzybów z rodziny twardnicowatych (Sclerotiniaceae). Grzyby mikroskopijne, patogeny roślin.

## Systematyka i nazewnictwo
Pozycja w klasyfikacji według Index Fungorum: Sclerotiniaceae, Helotiales, Leotiomycetidae, Leotiomycetes, Pezizomycotina, Ascomycota, Fungi.

## Gatunki
- Cristulariella cercidiphylli Narumi & Y. Harada 2006
- Cristulariella corni Narumi & Y. Harada 2006
- Cristulariella depraedans (Cooke) Höhn. 1916

Wykaz gatunków i nazwy naukowe na podstawie Index Fungorum.